# آنجلا پلزنس
آنجلا پلزنس (انگلیسی: Daphne Anne Angela Pleasence؛ زادهٔ ۱۹۴۱) یک هنرپیشه اهل بریتانیا است.
والدین وی دونالد پلیسنس و «میریام ریموند» می‌باشند
از فیلم‌ها یا برنامه‌های تلویزیونی که وی در آن نقش داشته است می‌توان به بی‌نوایان اشاره کرد.